# Chironomus harpi
Chironomus harpi är en tvåvingeart som beskrevs av James E. Sublette 1991. Chironomus harpi ingår i släktet Chironomus och familjen fjädermyggor. Inga underarter finns listade i Catalogue of Life.